# چشم بد دور (فیلم ۱۹۸۱)
چشم بد دور (به هندی: Chashme Buddoor) فیلمی محصول سال ۲۰۱۱ و به کارگردانی سای پارانجپی است. در این فیلم بازیگرانی همچون فاروغ شیخ، دیپیتی نوال، سعید جعفری، راکش بیدی، راوی باسوانی، لیلا میشارا، آمیتاب باچان، ریکا ایفای نقش کرده‌اند.